# Okręg wyborczy Birmingham Sparkbrook
Okręg wyborczy Birmingham Sparkbrook powstał w 1918 r. i wysyłał do brytyjskiej Izby Gmin jednego deputowanego. Okręg obejmował dystrykt Sparkbrook w Birmingham. Został zlikwidowany w 1997 r.

## Deputowani do brytyjskiej Izby Gmin z okręgu Birmingham Sparkbrook
- 1918–1945: Leo Amery, Partia Konserwatywna
- 1945–1959: Percy Shurmer, Partia Pracy
- 1959–1964: Leslie Seymour, Partia Konserwatywna
- 1964–1997: Roy Hattersley, Partia Pracy